# 茶谷栄治

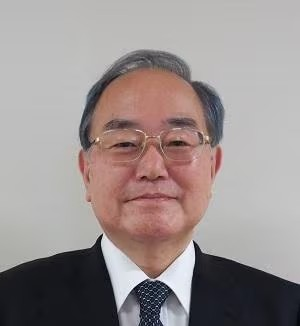
2025年

茶谷 栄治（ちゃたに えいじ、1963年6月21日 - ）は、日本の大蔵・財務官僚。公正取引委員会委員長。財務省大臣官房総括審議官、財務省大臣官房長、主計局長、財務事務次官を歴任。

## 人物
奈良県出身。東大寺学園高等学校を経て、東京大学文科一類に入学。国家公務員Ⅰ種試験（法律）および旧司法試験合格。東京大学法学部卒業後、1986年大蔵省に入省（大臣官房秘書課）。1991年尾道税務署長。在ベルリン日本国総領事館領事を経て、1996年証券局総務課課長補佐となり、日本版ビッグバンの実現のための立法作業に携わる。1999年から2002年まで主計局で経済協力、経済産業、厚生労働の予算編成に携わる。2002年大臣官房秘書課企画官。2007年大臣秘書官事務取扱を経て、2009年主計局主計官。2012年秘書課長、2015年主計局次長、2018年総括審議官を経て2019年大臣官房長。2021年主計局長。2022年6月16日、財務事務次官を務める矢野康治の後任に就任することが報じられた。翌17日、正式に財務事務次官に就任することが発表された。同月24日発令。2024年7月5日、退任。2025年5月21日、公正取引委員会委員長に任命。

## 略歴
- 東京大学法学部卒業
- 在学中、国家公務員Ⅰ種試験（法律）及び旧司法試験合格[3]
- 1986年4月：大蔵省入省（大臣官房秘書課）[9]
- 1987年：大臣官房秘書課調査係長心得[10]
- 1989年：主計局総務課調査主任[11]
- 1990年：主計局総務課企画係長
- 1991年7月：尾道税務署長
- 1992年7月：大臣官房付（外務研修）
- 1993年5月：外務省在ベルリン日本国総領事館副領事
- 1993年7月：外務省在ベルリン日本国総領事館領事
- 1996年7月：証券局総務課調査室課長補佐（調査一[12][13]）
- 1998年6月：主計局法規課課長補佐（第一[12]）
- 1999年7月：主計局主計官補佐（外務、経済協力第一係主査）
- 2000年7月：主計局主計官補佐（経済産業第一、二係主査）
- 2001年7月：主計局主計官補佐（厚生労働第一、二係主査）
- 2002年6月：大臣官房企画官､（併）大臣官房秘書課
- 2004年7月：東京国税局査察部長
- 2006年7月：大臣官房企画官､（併）主計局厚生労働第一、第二、第三、第四、第五、第六、第七係[12]
- 2007年7月：主計局主計企画官（財政分析担当）
- 2007年8月：大臣官房付､（命）財務大臣秘書官（事務取扱。額賀福志郎）[12]
- 2008年8月：主計局主計企画官（調整担当）
- 2009年7月：主計局主計官､（併）主計局総務課
- 2012年8月：大臣官房秘書課長
- 2014年6月：大臣官房秘書課長､（併）大臣官房地方課長
- 2014年7月：大臣官房秘書課長
- 2015年7月：主計局次長
- 2018年7月：大臣官房総括審議官
- 2019年7月：大臣官房長
- 2021年7月：主計局長
- 2022年6月：財務事務次官
- 2022年12月：文部科学省日本ユネスコ国内委員会委員[14]
- 2024年11月：みずほリサーチ&テクノロジーズ理事長
- 2025年5月：公正取引委員会委員長[8]

## 大蔵省、財務省 同期
- 大鹿行宏（国税庁長官、理財局長、財務総合政策研究所長、横浜税関長、主計局次長（次席））
- 田島淳志（内閣官房TPP等政府対策本部国内調整統括官兼内閣官房領土・主権対策企画調整室土地調査検討室長、関税局長兼税関研修所長、国税庁次長）
- 古沢知之（金融庁企画市場局長、金融庁証券取引等監視委員会事務局長、金融庁総合政策局審議官（開示担当）、金融庁総務企画局審議官（開示担当）、金融庁総務企画局審議官（監督局、官房担当）、金融庁総務企画局政策課長）
- 天谷知子（金融国際審議官、金融庁総合政策局国際総括官）
- 藤本拓資（大臣官房政策立案総括審議官、東海財務局長）
- 大西淳也（関東信越国税不服審判所長、総務省大臣官房審議官（公営企業担当））
- 谷内繁（内閣官房孤独・孤立対策担当室長、内閣官房社会保障改革担当室長）
- 古谷雅彦（関東財務局長、大臣官房サイバーセキュリティ・情報化審議官、理財局次長、大臣官房審議官（理財局担当）、内閣府大臣官房審議官（沖縄政策及び沖縄振興局担当））
- 小原昇（国土交通省政策統括官、大阪国税局長、名古屋国税局長、福岡国税局長、国土交通省大臣官房審議官（国土政策局担当）、国土交通省大臣官房審議官（官庁営繕部担当）、仙台国税局長、九州財務局長、関東財務局総務部長、近畿財務局総務部長）
- 金京拓司（神戸大学大学院経済学研究科教授）
- 中林伸一（東京大学公共政策大学院教授）